# Атанасий Велики
Вижте пояснителната страница за други личности с името Свети Атанасий.
Свети Атанасий Велики известен и като Атанасий I Велики, патриарх Александрийски (на гръцки: Αθανάσιος) е египетски богослов и духовник, патриарх на Александрия от 328 до 373 година. Той е един от най-видните богослови и радетели за чистотата на вярата и се приема за първия разпространител в Европа на възникналото в Египет монашество. За тези си дела той е възвеличен още от ранното християнство като „Велики“.
Най-известен е с противопоставянето си на Арий и арианството. Почитан е от всички християни, като светец от православните, римокатолическите и древноизточните църкви и е смятан за един от значимите християнски водачи от повечето клонове на протестантството.
Светецът се чества на 18 януари, Зимния св. Атанас – „Атанасовден“, това е датата на последното му завръщане като православен епископ на Александрия, след като е бил гонен пет пъти от арианите от епископския си пост, и също на 2 май – деня на неговата смърт.

## Живот
Роден в Александрия между 293 г. и 298 г. в християнско семейство. Майчин език му е гръцкия, макар и по-късно да изнася проповеди и да пише на коптски. Има свидетелства, че е имал силна вяра още от дете. Изучава "за кратко време" светските науки, но от проповедите му си личи, че познава добре философията на Платон, стоиците, епикурейците и неоплатониците. Познава добре и съчиненията и учението на църковните отци от предходните епохи: св. Ириней Лионски, Климент Александрийски, Ориген. Учил е право.
Първо е секретар, а впоследствие и дякон (329) на александрийския епископ Александър. Поради личните си качества, става от близкото обкръжение на еп. Александър и негов личен съветник по въпросите в борбата с арианството.
Участва в първия вселенски събор като дякон на еп. Александър. Успява да си спечели адмирациите на другите участници от антиарианската партия. Историкът Сократ го нарича "най-силен боец против арианите".
Създава връзки с египетските монаси-отшелници, които му повлияват и у него се развива желание към аскетичен живот.

## Идеи
Атанасий е един от участниците в създаването на станалото класическо учение за въплъщението и за Светата Троица. Според него Христос и Светия Дух споделят една и съща същност (homooysios) с Бог Отец. В „За въплъщението на Словото срещу арианите“, гл. 9, говори следното: „Давид пее в псалома [35:10] "защото у Тебе е изворът на живота: в Твоята светлина ние виждаме светлина", казвайки с това, че 'защото [Той] с Тебе е извор на Живота, защото заедно с Отца Синът наистина е източникът на Светия Дух'". Освен това, активно противопоставяйки се на арианството, според което Христос е част от останалите творения на Бог, Атанасий развива идеята, че Син Божи е приел тленна форма, за да възвърне хората към безсмъртието, отнето в резултат на грехопадението. През 325 г. Никейският събор приема неговите идеи за Бог пред тези на Арий.

## Във фолклора
В традиционния български фолклор свети Атанас е смятан преди всичко за владетел на снеговете и ледовете, които получава след делба на света със своите петима братя – свети Никола, свети Илия, свети Иван, свети Рангел и свети Петър.
Простонародните вярвания тачат светеца като брат-близнак на свети Антон. Поверието твърди, че облечен с копринена риза той отива в планината на бял кон и се провиква: „Иди си, зимо, идвай, лято!“. Той заедно с брат си св. Антон са ковачи и изобретяват ковашките клещи. Антонов и Атанасовден се честват като сезонни празници и като празници на ковачи, ножари, налбанти и железари. Зимния св. Атанас – „Атанасовден“ е наречен „Среди зима“ след който денят започна да пораства с по „едно просено зърно“ и лятото се приближава. св. Атанас и брат му се считат и за повелители над чумата, шарките и антракса (синята пъпка). На този ден за „Баба шарка“ се пекат и се раздават надупчени с вилица содени питки полени с мед, за да не се шарят децата и да се умилостиви да бъде „медена“ болестта и да премине леко. За да не се „подсърдят“ болестите за тях се оставя на тавана парче с мед от питата, а за „лелята“ т.е. чумата цяла питка. Болестите не са наричани по име, а само „медените“, „лелите“ или „благите“. Жените не плетат, не предат и не готвят боб и леща. Готви се и се раздава за здраве черно пиле с ориз; перата на пилето се считат за лечебни и се запазват до следващата година. Традиционно празнично ястие е и свинското с бамя. Младите момци и моми излизат на поляните край селището, връзват люлки и се люлеят, пеят и играят хора.

## Дейност на Свети Атанасий Велики в днешните български земи
- Свети Атанасий взема дейно участие през 343 – 344 г. в Сердикийския събор, състоял се в днешна София в старата базилика Св. София и, вероятно, в Ротондата „Св. Георги Победоносец“[4] и в манастира, чиито останки са открити над сегашния Южен парк в долната част на ул. „Козяк“ в кв. Лозенец на столицата. На него той страстно защитава църковното учение от тезите на арианството. Според легендите той е основал назования на неговото име манастир в чирпанското село Златна ливада. След това се прибрал обратно в Александрия, Египет.

## Трудове
Успоредно с пастирската си дейност, и въпреки преследванията и заточенията, свети Атанасий развива богата творческа дейност. Най-общо неговите творби могат да се разделят в следните групи съчинения: апологетически, догматико-полемически, историко-полемически, екзегетически, аскетически, пасхални (празнични) послания.

### Апологетически съчинения
1. „Слово против езичниците“ –– разкрива несъстяятелността на политеизма и се доказва правотата на монотеизма.
2. „Слово за въплъщението на Бог-Слово“ – обсновава се вярата в Боговъплъщението.

Двете произведения представляват едно смилово цяло в две отделни части.

### Догматико-полемически съчинения
1. „Четири слова против арианите“ – Посветено е на защитата на никейското учение за единосъщието на Сина и Отца. Някои автори оспорват автентичността на четвъртата книга.
2. „За явяването в плът на Бог-Слово и против арианите“
3. „За Св. Троица и Св. Дух“
4. „За боговъплъщението против Аполинарий“
5. „Изложение на вярата“
6. „Пространно слово за вярата“
7. Изяснение на думите: „Всичко Ми е предадено от Моя Отец“
8. „Четири послания до Тмуитския епископ Серапион“
9. „Послание до Коринтския епископ Епиктет, против еретиците“
10. „Послание до епископ и изповедник Аделфий, против арианите“
11. „Послание до Максим Философ“

### Историко-полемически съчинения
1. „Апология против арианите“
2. „Апология до император Констанций“
3. „Апология за бягството при нападението на Сириан“
4. „Послание до монасите или история на арианите“
5. „Послание за постановленията на Никейския събор“
6. „Послание за мненията на Дионисий, Александрийски епископ“
7. „Послание за съборите в Аримина в Италия и Селевкия в Исаврия“
8. „Послание до епископ Руфиниан“
9. „Свитък до антиохийците“
10. „Окръжно послание до епископите на Египет и Либия против арианите“

### Екзегетически съчинения
Запазени са само откъслеци от тълкувания върху:
1. Псалмите
2. Книгата на Иов
3. Песен на песните
4. Евангелието според св. евангелист Матей
5. Евангелието според св. евангелист Лука
6. Първото послание на св. ап. Павел до Коринтяни

### Аскетически съчинения
1. „Житие на преподобния наш отец Антоний“
2. „Послание до Драконтий“
3. „Послание до монах Амун“
4. „За девството“

### Пасхални (празнични) послания
Според решенията на Първия вселенски събор, св. Атанасий изпраща всяка година от името на Александрийската църква послание до египетските църкви, в които определял датата на празнуването на Пасха. От 39-те послания са запазени само незначителни откъслеци. През 1848 г. в сирийски превод са намерени 18 писма от английския учен Кюртон.
39-то послание е известно също с това, че в него за първи път са упоменати 27-те книги на Новия завет, както и 39 книги от Стария Завет. Св. Атанасий нарича тези книги канонични. Може да се приеме, че макар и спорове около някои книги от новия завет (като Апокалипсис от св. Йоан Евангелист или Посланието към Евреите от св. Павел) да продължават до 5-ти 6-ти век, чрез това писмо на св. Атанасий се затваря процесът на създаване на канона на Новия завет.

## Храмове в България, посветени на свети Атанасий Велики
В България иман над 120 храма, посветени на свети Атанасий Велики, включително няколко манастира. Всичките храмове принадлежат на Българската православна църква-Българска патриаршия. Част от тях отбелязват храмовия си празник на 17-ти януари, докато други, които носят името „Свети Атанасий Летни“, отбелязват на 2-ри май.
Сред храмовете, посветени на свети Атанасий Велики у нас, са:
- Златноливаденски манастир „Свети Атанасий“ - действащ манастир, намира се в село Златна ливада, Чирпан. През комунизма манастирът е превърнат в овчарник. Манастирът е част от Старозагорска епархия на БПЦ[7];
- Неделишки манастир „Свети Атанасий“ - действащ манастир, намира се в село Неделище, Драгоман. През комунизма е даден на хора, отглеждащи животни, които да спят и живеят в него. Възстановяването на манастира започва през 2002 година от архимандрит Памфилий Рилски. Обновеният манастир е осветен на 10 октомври 2015 година от Браницки епископ Григорий, викарий на Софийския митрополит и Български патриарх Неофит. От 2015 година манастирът е обитаван от йеромонах Макарий. Обителна е част от Софийска епархия на БПЦ[8];
- Смолянски (Райковски) манастир „Свети Атанасий“ - действащ манастир в квартал Райково на град Смолян. Игумения на манастира е монахания Анастасия[9]. Манастирът е част от Пловдивска епархия на БПЦ;
- Манастирски параклис „Свети Атанасий“ към Бачковския манастир - намира се до Асеновата крепост[10];
- Черкви, посветени на свети Атанасий Велики, има в следните населени места: Асеновград, Баничан, Бачково, Бегунци, Белополяне, Бельово, Богданица, Бойково, Боянци, Брястовец, Бургас, Българово, Варна (два храма), Воденичане, Водица, Враня, Галатин, Генерал Тодоров, Главатар, Горна Брезница, Горна Крушица, Горна Оряховица, Горна Рибница, Горноселци, Горнослав, Грамаджано, Дедово, Димитровград, Димитровче, Елешница,  Еница, Ефрем, Жълтеш, Звездец, Калище, Калофер, Камен връх, Катунци, Клокотница, Ковачево, Козаново, Комарево, Конуш, Крушевец, Куклен, Кулата (два храма), Куртово Конаре, Кърналово (два храма), Кършалево, Лик, Лозен, Люблен, Лясковец, Малки чифлик, Малко градище, Малко Конаре, Мезек, Мокрен, Моминско, Невша, Николаевка, Ново Железаре, Ново Ходжово, Орлово, Оряховица, Перущица, Петрич, Пирне, Пловдив, Пороище, Правец, Пъстрогор, Рогош, Розовец, Розово, Свети Влас, Соволяно, Старцево, Страцин, Сусам, Съединение, Тулово, Харманли, Хотово, Храсна, Хърсово, Чепеларе, Червенци, Черничево;
- Параклиси, посветени на свети Атанасий Велики, има в следните населени места: Асеновград (два параклиса), Белевехчево, Белица, Бобошево, Брацигово, Горна Шушица, Дебрене, Димитровград, Добринище, Железница, Златоград, Илинден, Кавракирово, Козаново, Копривлен, Косово, Крумово, Ласкарево, Микрево, Петрово, Полена, Полковник Серафимово, Първомай, Руен, Смолян, Червен, Широка лъка.

## Памет
На Атанасий Велики е наречена улица в квартал „Южен парк“ в София (Карта).